# جون فوربس (ضابط)
جون فوربس (بالبرتغالية: John Forbes‏) هو ضابط برتغالي، ولد في 1733 في أبردينشاير في المملكة المتحدة، وتوفي في 1808 في ريو دي جانيرو في البرازيل.